# Finales de la NBA de 1989
Las Finales de la NBA de 1989 fueron las series definitivas de los playoffs de 1989 y suponían la conclusión de la temporada 1988-89 de la NBA, con victoria de Detroit Pistons, campeón de la Conferencia Este, sobre Los Angeles Lakers, campeón de la Conferencia Oeste.
Durante la temporada, los Lakers ganaron el título de división, con Magic Johnson recibiendo su segundo MVP de la Temporada. El equipo barrió en las tres primeras rondas de playoffs a Portland, Seattle y Phoenix, y fue derrotado en las Finales ante Detroit Pistons por un contundente 4-0.
Los Pistons dominaron en la Conferencia Este, ganando 63 partidos durante la temporada regular. Tras batir a Boston Celtics (3-0) y Milwaukee Bucks (4-0), los Pistons derrotaron a Chicago Bulls en seis partidos y accedieron por segundo año consecutivo a las Finales de la NBA. En el año anterior, los Lakers ganaron el campeonato ante los Pistons en siete partidos. Fueron las últimas Finales que terminaron en cuatro partidos desde que se adaptara el formato 2-3-2 en 1985.
Joe Dumars fue nombrado MVP de las Finales. Después de las Finales, Kareem Abdul-Jabbar anunció su retirada con 42 años de edad y tras 20 años de carrera en la NBA.

## Resumen
| Equipo              | Partido 1 | Partido 2 | Partido 3 | Partido 4 | Total |
| ------------------- | --------- | --------- | --------- | --------- | ----- |
| Detroit (Este)      | 109       | 108       | 114       | 105       | 4     |
| Los Ángeles (Oeste) | 97        | 105       | 110       | 97        | 0     |

## Resumen de los partidos

### Partido 1
| 6 de junio                             | Los Angeles Lakers                                                                                                   | 97–109                   | Detroit Pistons                                                                              |                                                                                         |  |  |
|                                        | Parciales: 22-28, 26-27, 18-24, 31-30                                                                                |                          |                                                                                              |                                                                                         |  |  |
|                                        | Estadísticas Johnson 17; Worthy 17 Green 8; Johnson 5; Thompson 5; Woolridge 5 Johnson 14; Worthy 3 Robos: Johnson 3 | Recap Pts Reb Asts Otros | Estadísticas Thomas 24; Dumars 22 Aguirre 10; Rodman 10 Thomas 9; Dumars 7 Tapones: Salley 5 | Pabellón: The Palace of Auburn Hills, Detroit, Míchigan Asistencia: 21.454 espectadores |  |  |
| Detroit Pistons lideraba la serie, 1-0 | |                          |                                                                                              |                                                                                         |  |  |
|                                        | |                          |                                                                                              |                                                                                         |  |  |

### Partido 2
| 8 de junio                             | Los Angeles Lakers                                                                                             | 105–108                  | Detroit Pistons                                                                                      |                                                                                         |  |  |
|                                        | Parciales: 32-26, 30-30, 30-28, 13-24                                                                          |                          | |                                                                                         |  |  |
|                                        | Estadísticas Cooper 19; Worthy 19; Johnson 18 Green 9; Johnson 6 Johnson 9; Worthy 4; Cooper 4 Robos: Cooper 3 | Recap Pts Reb Asts Otros | Estadísticas Dumars 33; Thomas 21 Rodman 7; Aguirre 6 Thomas 7; Dumars 6 Tapones: Salley 3; Mahorn 3 | Pabellón: The Palace of Auburn Hills, Detroit, Míchigan Asistencia: 21.454 espectadores |  |  |
| Detroit Pistons lideraba la serie, 2-0 | |                          | |                                                                                         |  |  |
|                                        | |                          | |                                                                                         |  |  |

### Partido 3
| 11 de junio                            | Detroit Pistons                                                                                | 114–110                  | Los Angeles Lakers                                                                                       |                                                                                        |  |  |
|                                        | Parciales: 27-22, 30-33, 29-33, 28-22                                                          |                          | |                                                                                        |  |  |
|                                        | Estadísticas Dumars 31; Thomas 26 Rodman 19; Aguirre 6 Thomas 8; Laimbeer 6 Pérdidas: Rodman 4 | Recap Pts Reb Asts Otros | Estadísticas Worthy 26; Abdul-Jabbar 24 Abdul-Jabbar 13; Worthy 8; Green 8 Cooper 13 Tapones: Thompson 2 | Pabellón: Great Western Forum, Los Ángeles, California Asistencia: 17.505 espectadores |  |  |
| Detroit Pistons lideraba la serie, 3-0 |                                                                                                |                          | |                                                                                        |  |  |
|                                        |                                                                                                |                          | |                                                                                        |  |  |

### Partido 4
| 13 de junio                        | Detroit Pistons | 105–97                   | Los Angeles Lakers                                                                                      |                                                                                        |  |  |
|                                    | Parciales: 23-35, 26-20, 27-23, 29-19                                                                                |                          | |                                                                                        |  |  |
|                                    | Estadísticas Dumars 23; Laimbeer 16 Mahorn 7; Johnson 6; Laimbeer 6 Thomas 5; Dumars 5; Johnson 5 Pérdidas: Salley 3 | Recap Pts Reb Asts Otros | Estadísticas Worthy 40; Woolridge 13 Green 12; Woolridge 7; Thompson 7 Cooper 9 Tapones: Abdul-Jabbar 2 | Pabellón: Great Western Forum, Los Ángeles, California Asistencia: 17.505 espectadores |  |  |
| Detroit Pistons ganó la serie, 4-0 | |                          | |                                                                                        |  |  |
|                                    | |                          | |                                                                                        |  |  |